# Grafenweiher
Le Grafenweiher est un étang disparu situé sur la commune de Sturzelbronn, dans le département de la Moselle en région Grand Est.
Il se trouvait à proximité immédiate de la frontière avec le département du Bas-Rhin, à moins d'un kilomètre de Neunhoffen.

## Localisation
L'étang était situé en plein cœur d'une large vallée, au niveau du point de confluence entre le Muehlenbach et le Rothenbach.

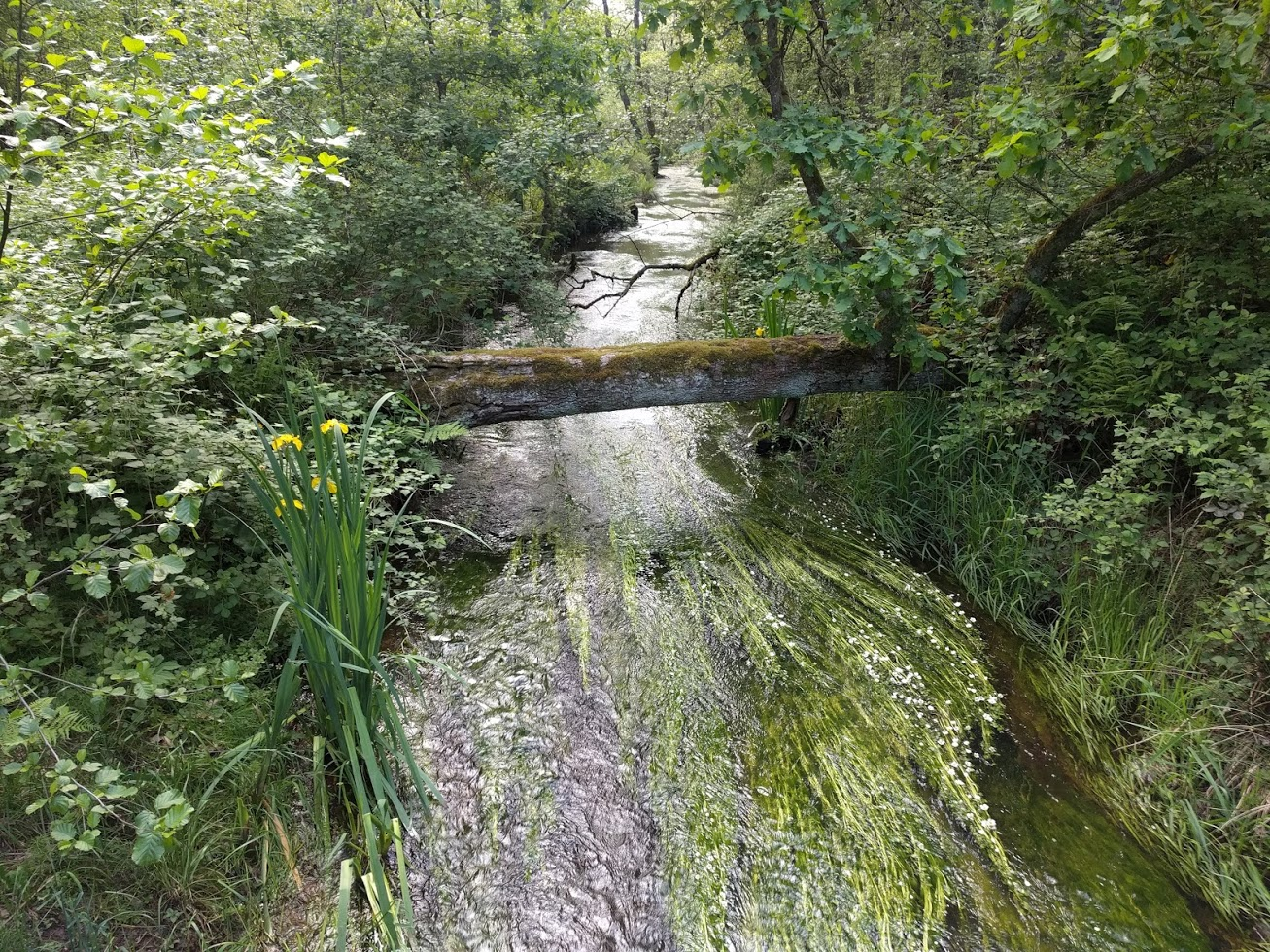
Le Rothenbach à Sturzelbronn, à l'ancien emplacement du Grafenweiher

## Histoire
Le Grafenweiher fut probablement construit par les moines de l'abbaye de Sturzelbronn. La date précise reste inconnue, mais ce qui est sûr, c'est que le Grafenweiher était déjà l'un des plus grands étangs du pays de Bitche au XVIIIe siècle puisqu'il figure sur les cartes de Cassini.
À cette époque, les moines de Sturzelbronn possèdent de vastes forêts dont les produits se vendent difficilement. Pour pouvoir profiter de ce bois, ils se lancent dans la construction de forges et, en 1764, ils obtiennent de Stanislas Leszczynski, duc de Lorraine, l'autorisation de construire forges, fourneau et martinets à proximité de l'étang.
Les moines creusent un canal de sortie d'eau à travers la roche pour faire actionner une roue. Le plus titanesque de leurs aménagements demeure néanmoins une digue de retenue d'eau (400 mètres de long, 20 mètres de large et 4 mètres de hauteur).
La famille De Dietrich, inquiète d'une telle concurrence en amont de ses forges de Jaegerthal, rachète la forge puis la ferme deux ans plus tard. À partir de 1820, elle décide aussi d'assécher le Grafenweiher.
Le Schwarzbach y prend sa source avant de se diriger vers les villages de Neunhoffen et Dambach (Bas-Rhin).